# Pedro Arrojo Agudo
Pedro Arrojo Agudo (Madrid, 1951) és un doctor en físiques espanyol, professor de la Universitat de Saragossa, la recerca del qual està centrada en l'economia de l'aigua. Forma part com a diputat al Congrés dels Diputats en la XI i XII Legislatura Espanyola.

## Biografia
Nascut a Madrid el 1951 es va criar a Granada. Es va traslladar a Saragossa el 1969 per seguir els estudis de física, on es va graduar el 1973. És doctor en Ciències Físiques per la Universitat de Saragossa, amb una tesi en mecànica dels fluids. Ha exercit igualment en la universitat saragossana els càrrecs de vicedegà de la Facultat d'Econòmiques i Empresarials, delegat del rector en el Centre de Càlcul, i vicerector.
És Professor emèrit del Departament d'Anàlisi Econòmic a Saragossa, i candidat de Podem al Congrés dels Diputats per la província de Saragossa. La seva recerca està centrada de 15 anys ença en l'«Economia de l'aigua».

## Nova Cultura de l'Aigua

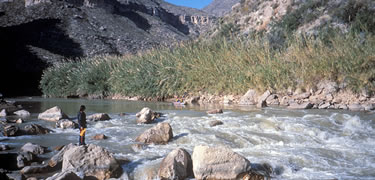
Els rius "alguna cosa més que un torrent d'H₂O" segons Arrojo

La Nova Cultura de l'Aigua és un concepte llançat des dels moviments socials des de Saragossa, que ha cristal·litzat en una fundació del mateix nom: Fundació Nova Cultura de l'Aigua (FNCA) i de la qual Pedro Arrojo és fundador. Els objectius de la Fundació són el foment d'iniciatives d'I+D+i, educació, cooperació per al desenvolupament, defensa del medi ambient relacionats amb ell aigua.Arrojo defineix breument què és la Nova Cultura de l'Aigua:
| « | ... es pot dir que és aplicar a l'aigua menys formigó i més intel·ligència i veure els rius com alguna cosa més que com a corrents de H₂O. […] Igual que ara mirem un bosc i sabem que és molt més que un magatzem de fusta, la nova cultura de l'aigua invita a mirar els rius i a entendre que són molt més que canals d'H₂O.[…] Un ecosistema, a més a més d'aigua que pot usar-se per produir, és paisatge, identitat territorial, identitat dels col·lectius i comunitats socials, valors lúdics i culturals, valors de vida... I que a través d'aquests rius s'articula vida en el continent i als mars. Els rius no es perden en el mar, fertilitzen les plataformes litorals, i molts peixos del mar depenen dels rius. I si n'hi ha platges és per l'erosió dels rius, així que les indústries turístiques depenen també dels rius. La cultura de l'aigua és entendre aquesta complexitat d'ecosistemes. | » |

## Premi Goldman

El nudo. Símbol usat a les les Terres de l'Ebre per la Plataforma en Defensa de l'Ebre, organització ciutadana en contra del Pla Hidrològic Nacional.

Arrojo ha estat el primer espanyol en rebre el Premi Mediambiental Goldman en la categoria Europa, per haver sabut conjugar el seu brillant currículum científic i professional amb el seu compromís social, des de la no violència, a favor del medi ambient i del desenvolupament sostenible; demostrant-ho en la seva lluita enfront del Pla Hidrològic Nacional de 2001 presentat pel segon govern de José María Aznar en la VII Legislatura Espanyola, que finalment no va arribar a realitzar-se.
El premi, considerat per molts com una espècie de Premi Nobel del Medi Ambient, s'atorga anualment a sis persones de diferents regions del planeta, que s'han distingit per les seves activitats a favor de la conservació del medi ambient.

El jurat li va reconèixer per: 
| « | ...encapçalar la campanya per impedir que el Pla Hidrològic Nacional construeixi preses i transvasi els últims rius de flux lliure que queden en el país. Arrojo encapçala una nova ona d'activisme l'objectiu de la qual és donar fi a la fracassada política de gestió hidrològica basada en la construcció de preses i el transvasament d'aigües, i forjar en lloc seu un futur d'aigua sostenible basat en la conservació, el reciclatge i alternatives més intel·ligents per a l'agricultura. | » |

La cerimònia de lliurament es va celebrar en el  Òpera House de San Francisco (Califòrnia) el 14 d'abril de 2003.

## Trajectòria política
En les eleccions generals espanyoles de 2015 va ser cap de llista de Podem al Congrés dels Diputats per Saragossa i va resultar elegit diputat. Posteriorment va tornar a sortir elegit diputat d'Unidos Podemos per Saragossa en les eleccions generals de 2016. Com a diputat d'Units Podem, és portaveu de la Comissió d'Agricultura, Alimentació i Medi Ambient; i vocal de la Comissió de Cooperació Internacional per al Desenvolupament.